# Mirosternus lugubris
Mirosternus lugubris är en skalbaggsart som beskrevs av Perkins 1910. Mirosternus lugubris ingår i släktet Mirosternus och familjen trägnagare. Inga underarter finns listade i Catalogue of Life.